# Thread-Hijacking
Als Thread-Hijacking bezeichnet man eine Antwort in einem Thread eines Webforums, die nichts mehr dem ursprünglichen Thema des Threads zu tun hat.
Unter Thread-Hijacking versteht man auch einen häufig gemachten Fehler im Usenet oder in Mailinglisten, bei dem der Autor eines neuen Beitrages keinen neuen Beitrag erstellt, sondern die Antwort-Funktion seines E-Mail-Programms oder Newsreaders verwendet und lediglich Betreff und Inhalt der Nachricht neu erstellt.

## Technik
In jeder Nachricht existiert eine Menge von sogenannten Kopfdaten (Header), die Informationen zur Nachricht enthalten. Diese umfassen dann zum Beispiel den Namen und die E-Mail-Adresse des Absenders und des Empfängers.
Zusätzlich wird eine Information eingefügt, auf welche Nachricht der Absender die Antwort bezieht. Dadurch kann das E-Mail- oder News-Programm des Empfängers den Gesprächsverlauf (engl.: Thread) wiederherstellen.

## Konsequenzen
Nutzt nun ein Autor die Antwort-Funktion missbräuchlich, dann fügt das E-Mail- oder News-Programm trotzdem die Information ein, auf welchen Beitrag geantwortet wurde.
Auf Empfängerseite wird nun dieser eigentlich neue Beitrag in einer beliebigen Verschachtelungstiefe dargestellt und somit eventuell nicht als neuer Beitrag erkannt.
Viele Anwenderprogramme bieten eine Option, einen Thread als Ganzes zu ignorieren. Damit werden neue Nachrichten in diesem Thread nicht mehr gemeldet. Eine dort fälschlicherweise einsortierte Nachricht würde folglich auch nicht mehr angezeigt werden.

## Abhilfe
Möchte man eine neue Nachricht schreiben, ohne die Adresse mühsam kopieren zu müssen, bieten die meisten Anwendungsprogramme die Möglichkeit, direkt auf die angezeigte Adresse zu klicken und damit eine neue Nachricht zu verfassen. Nutzt man diese Funktion anstelle der Antwort auf einen Beitrag, besteht dieses Problem nicht.

Eine andere verbreitete Art ist das ändern der Betreffzeile, wobei der alte Betreff beibehalten wird, jedoch in Klammern gesetzt wird und mit dem Schlüsselwort "was" (Vergangenheitsform vom Englischen sein "be" – auch "WAS" bzw. "was" geschrieben) gefolgt von einem Doppelpunkt versehen wird. Beispielbetreff: 
"Was machen wir heute Abend? (Was: Geschenk für Max)". 
Dabei werden jedoch alle Kürzel (wie "Re:", "AW:", "Fwd:", "WG:" usw.) weggelassen. Einige E-Mail-Programme erkennen daran, dass sich der Betreff geändert hat und beginnen einen neuen Thread anzuzeigen.